# 科曼日地区圣卢
科曼日地区圣卢（法語：Saint-Loup-en-Comminges，法語發音：[sɛ̃ lu ɑ̃ kɔmɛ̃ʒ]）是法国上加龙省的一个市镇，属于圣戈当区。

## 地理
科曼日地区圣卢（43°14'42"N, 0°34'59"E）面积4.73 平方千米，位于法国奧克西塔尼大區上加龙省，该省份为法国西南部内陆省份，西南端与西班牙接壤，自此顺时针与上比利牛斯省、热尔省、塔恩-加龙省、塔恩省、奥德省和阿列日省接壤。
与科曼日地区圣卢接壤的市镇（或旧市镇、城区）包括：巴佐尔当、维勒米尔、让萨克德布洛涅、尼藏热斯。

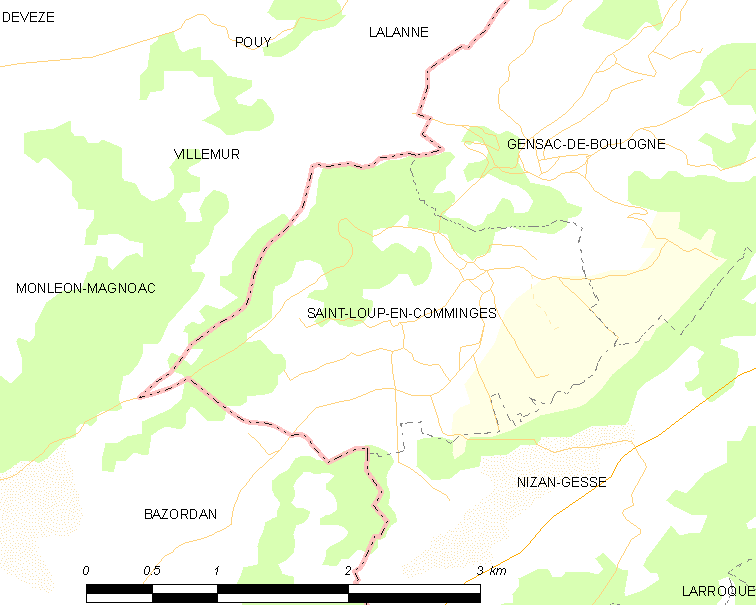
科曼日地区圣卢的OSM定位图

科曼日地区圣卢的时区为UTC+01:00、UTC+02:00（夏令时）。

## 行政
科曼日地区圣卢的邮政编码为31350，INSEE市镇编码为31498。

## 政治
科曼日地区圣卢所属的省级选区为圣戈当县。

## 人口

1962-2008年间科曼日地区圣卢人口变化图示

科曼日地区圣卢于2022年1月1日时的人口数量为38人。